# Hügelsheim
Hügelsheim est une commune allemande, située dans le Land de Bade-Wurtemberg.

## Géographie
Hügelsheim se situe dans le Fossé rhénan.

### Communes limitrophes
La commune est limitrophe :
- dans l'arrondissement de Rastatt :
  - au nord, de la commune d'Iffezheim,
  - à l'est, de la ville de Baden-Baden,
  - au sud-est, de la commune de Sinzheim,
  - au sud, de la commune de Rheinmünster ;
- en France, dans le département du Bas-Rhin, au-delà du Rhin :
  - à l'ouest, de la commune de Fort-Louis,
  - au nord-ouest, de la commune de Neuhaeusel.

### Quartiers
Contrairement à d'autres communes avoisinantes, Hügelsheim n'est pas divisée en quartiers, l'habitat étant groupé de manière homogène dans le bourg et l'histoire n'ayant pas conduit à la fusion avec d'anciennes communes environnantes.
Il faut toutefois noter, au sud du bourg, une importante zone résidentielle nommée Kleinkanada, vestige des quartiers d'habitation des familles du personnel militaire de l'ancienne base aérienne militaire canadienne ayant existé de la Seconde Guerre mondiale jusqu'à 1993. Les pistes de l'ancienne base, quant à elles, étaient situées sur le territoire de Rheinmünster.

## Histoire
Hügelsheim est mentionnée pour la première fois en 788, sous l'appellation « Hughilaheim » puis à nouveau, en 1212, sous le nom de « Hügelisheim » et enfin en 1257, sous le vocable de « Hugelingisheim ».

## Infrastructures
- La patinoire, située sur le chemin de l'aéroport de Baden-Baden (Baden-Airpark). Cette patinoire est célèbre pour son équipe de hockey, les Hornets de Hügelsheim et durant le weekend, elle est ouverte pour le public. En allemand, cette patinoire est connue sous Hügelsheimer Eisarena.

## Religion
La population de Hügelsheim est majoritairement de confession catholique. Mais, dans le passé, les habitants changèrent à huit reprises de religion, entre 1522 et 1634, au gré de la domination de tel ou tel seigneur sur le village, en vertu du principe cuius regio, eius religio.
Depuis 1945, on note l'établissement d'une paroisse protestante, dont le ressort s'étend sur les fidèles des communes de Hügelsheim et d'Iffezheim, et des anciennes communes de Wintersdorf et Ottersdorf, aujourd'hui rattachées à la ville de Rastatt.

## Jumelage
- Cartoceto, dans la province de Pesaro et Urbino (Italie)
- Cold Lake, dans la province de l'Alberta (Canada)